# 31588 Harrypaul
31588 Harrypaul este un asteroid din centura principală de asteroizi.

## Descriere
31588 Harrypaul este un asteroid din centura principală de asteroizi. A fost descoperit pe 19 martie 1999 la Socorro, New Mexico, în cadrul proiectului LINEAR. Asteroidul prezintă o orbită caracterizată de o semiaxă mare de 2,79 ua, o excentricitate de 0,04 și o înclinație de 5,3° în raport cu ecliptica.